# Атал (син на Андромен)
Вижте пояснителната страница за други личности с името Атал.
Атал (на старогръцки: Ἄτταλος, Attalos; на латински: Attalus); † 316 г. пр. Хр.) е македонски войник на Александър Велики и диадох през диадохските войни.
Атал е син на Андромен и брат на Аминта, Симий и Полемон. Братята му са взети на служба в Пела на двора на Филип II и достигат до важни позиции. Атал е първо телохранител (somatophylakes) на цар Филип II и през 336 г. пр. Хр. убива атентатора Павзаний. Той участва в Азиатския поход на Александър като войник в отдела (taxis) на брат си Аминта. През 328 г. пр. Хр. Атал е командир на отряд пехотинци (pezhetairoi) в Бактрия.
Той е женен (вероятно преди похода в Азия) за Аталанте, сестрата на висшия диадох Пердика. След смъртта на Александър 323 г. пр. Хр. Атал помага на зет си Пердика, който е диадох на Александровото царство.
С него той отива през 321 г. пр. Хр. от Вавилон в Мала Азия, за да подчини бунтуващите се писидийци. След това той трябва заедно с брат си Полемон да поеме траурното шествие на Александър в Сирия за Македония, но диадох Архидай, който дотогава ръководи шествието с помощта на Птолемей I успява да избегне сблъсък с Атал и закарва трупа на Александър в Египет.
През първата диадохска война Атал командва флот пред Пелузиум против брега на Египет. В това време през 320 г. пр. Хр. на Нил собствените войници на регента Пердика се бунтуват и го убиват. Жената на Атал, която е в лагера, също е убита. Атал отива с корабите си в Тирос, където е приет от градския комендант и получава от него богатство от 800 таленти. След това Атал се съюзява със зет си Алкет. През пролетта 319 г. пр. Хр. те са победени в Песидия близо до Кретополис от Антигон Монофталм. След това Алкет се самоубива, а Атал и други военачалници са заведени в затвор в един скален замък във Фригия.
През 316 г. пр. Хр. затворниците се бунтуват и поемат контрола над затвора. Те са обсадени обаче от антигонидска войска под командването на Стратоника. Някои от военачалниците като Доким и Филота преминават към Антигон, a Атал се съпротивлява. След четири месеца обсада крепостта е нападната и Атал е убит. 